# آرویزا
آرویزا (به اسپانیایی: Arviza) یک منطقهٔ مسکونی در اسپانیا است که در لاریوخا واقع شده‌است. آرویزا ۳ نفر جمعیت دارد.